# Walter Brown Memorial 1965
Walter Brown Memorial  byl turnaj v ledním hokeji, který se konal od 27. do 31. prosince 1965 v Colorado Springs. Turnaje se zúčastnila čtyři mužstva, která se utkala jednokolově systémem každý s každým.

## Výsledky a tabulka
|    |         | URS | TCH | CAN | SWE | V | R | P | Skóre | B |
| 1. | SSSR    | *** | 6:2 | 3:0 | 4:3 | 3 | 0 | 0 | 13:5  | 6 |
| 2. | Kanada  | 2:6 | *** | 3:2 | 5:5 | 1 | 1 | 1 | 10:13 | 3 |
| 3. | ČSSR    | 0:3 | 2:3 | *** | 8:3 | 1 | 0 | 2 | 10:9  | 2 |
| 4. | Švédsko | 3:4 | 5:5 | 3:8 | *** | 0 | 1 | 2 | 11:17 | 1 |

 Československo –  Švédsko 8:3  (1:0, 4:1, 3:2)
27. prosince 1965 – Colorado Springs

Branky a nahrávky Československa 16:22 Václav Nedomanský (Jaromír Meixner), 21:33 Václav Nedomanský (Jaroslav Jiřík), 25:17 Jaromír Šindelář (Josef Cvach), 33:14 Jozef Golonka (Jaroslav Jiřík), 33:14 Jaroslav Jiřík (František Ševčík, Jozef Golonka), 44:41 Jaroslav Jiřík (František Tikal, Jozef Golonka), 54:48 Josef Černý (Václav Nedomanský), 58:19 Václav Nedomanský (Josef Černý, Rudolf Potsch).

Branky a nahrávky Švédska: 39:12 Björn Palmqvist (Stig Johansson, Håkan Nygren), 42:51 Nisse Nilsson (Lars Bylund), 57:19 Folke Bengtsson (Lars-Åke Sivertsson).

Rozhodčí: Nikolaj Snětkov (URS), Hal Trumble (USA)

Vyloučení: 2:4 (0:0)
ČSSR: Vladimír Dzurilla – František Tikal, Rudolf Potsch, Jaromír Meixner, Jan Suchý – Stanislav Prýl, Václav Nedomanský, Josef Černý – František Ševčík, Jozef Golonka, Jaroslav Jiřík – Jiří Dolana, Rudolf Šindelář, Josef Cvach.
Švédsko: Leif Holmqvist – Lars-Erik Sjöberg, Ulf Torstensson, Kjell Johansson, Lars Bylund – Hans Lindberg, Håkan Wickberg, Tord Lundström – Stig Johansson, Håkan Nygren, Björn Palmqvist – Lars-Åke Sivertsson, Leif Henriksson, Nisse Nilsson – Folke Bengtsson.
 SSSR –  Švédsko 4:3 (1:1, 2:1, 1:1)
27. prosince 1965 - Colorado Springs

Branky SSSR: 1:1 10. Vladimir Jurzinov, 2:1 30. Striganov, 3:2 37. Venjamin Alexandrov, 4:2 56. Viktor Kuzkin.

Branky Švédska: 0:1 9. Björn Palmqvist, 2:2 34. Björn Palmqvist, 4:3 59. Tord Lundström.

Rozhodčí: Reilly (USA), Andy Gambucci (USA)
SSSR: Viktor Zinger – Vladimir Brežněv, Viktor Kuzkin, Oleg Zajcev, Igor Romiševskij, Alexandr Ragulin – Konstantin Loktěv, Alexandr Almetov, Venjamin Alexandrov – Alexandr Striganov, Vladimir Jurzinov, Viktor Jakušev – Vladimir Vikulov, Viktor Polupanov, Anatolij Firsov.
Švédsko: Ingemar Caris - Lars-Erik Sjöberg, Lars Bylund, Ulf Torstensson, Kjell Johansson – Björn Palmqvist, Håkan Nygren, Stig Johansson - Hans Lindberg, Håkan Wickberg, Tord Lundström – Lars-Åke Sivertsson, Henric Hedlund, Folke Bengtsson.
 SSSR –  Kanada 6:2 (1:0, 3:1, 2:1)
28. prosince 1965 - Colorado Springs

Branky a nahrávky SSSR: 1:0 5:16 Vjačeslav Staršinov (Boris Majorov, Viktor Kuzkin), 2:0 26:17 Alexandr Almetov (Viktor Jakušev), 3:1 36:38 Alexandr Almetov, 4:1 38:39 Vladimir Jurzinov (Viktor Jakušev), 5:1 41:06 Vjačeslav Staršinov (Vladimir Jurzinov, Viktor Jakušev), 6:1 48:03 Viktor Jakušev (Vladimir Jurzinov).  

Branky a nahrávky Kanady: 2:1 27:56 Jack McLeod, 6:2 55:00 Jack McLeod (Barry MacKenzie, Morris Mott).

Rozhodčí: Reilly (USA), Hal Trumble (USA)
SSSR: Viktor Konovalenko – Alexandr Ragulin, Vladimir Brežněv, Oleg Zajcev, Igor Romiševskij, Viktor Kuzkin - Konstantin Loktěv, Alexandr Almetov, Venjamin Alexandrov – Boris Majorov, Vjačeslav Staršinov, Anatolij Ionov – Viktor Jakušev, Vladimir Jurzinov, Alexandr Striganov.
Kanada: Ken Broderick – Terry O‘Malley, Garry Begg, Paul Conlin, Barry MacKenzie – Fran Huck, Marshall Johnson, Roger Bourbonnais – Rick McCann, Ray Cadioux, Morris Mott – Al McLean, Bill MacMillan, George Faulkner – Gary Dineen, Jack McLeod.
 Kanada –  Švédsko5:5 (2:2, 0:2, 3:1)
29. prosince 1965 - Colorado Springs

Branky a nahrávky Kanady: 1:1 9:03 Bill MacMillan, 2:2 14:03 Jack McLeod (Al McLean), 3:4 42:26 Ray Cadieux (Bill MacMillan), 4:5 50:17 Roger Bourbonnais (Gary Dineen), 5:5 54:03 Roger Bourbonnais (Gary Dineen).

Branky a nahrávky Švédska: 0:1 1:54 Björn Palmqvist (Håkan Nygren, Johansson), 1:2 11:10 Folke Bengtsson (Lars-Åke Sivertsson), 2:3 34:00 Hans Lindberg (Tord Lundström), 2:4 35:29 Håkan Nygren (Johansson), 3:5 44:14 Håkan Nygren (Björn Palmqvist).

Rozhodčí:
Kanada: Ken Broderick – Terry O‘Malley, Garry Begg, Paul Conlin, Barry MacKenzie – Fran Huck, Marshall Johnson, Roger Bourbonnais – Jack McLeod, George Faulkner, Gary Dineen - Al McLean, Jean Cusson, Bill MacMillan - Rick McCann, Ray Cadioux, Morris Mott.
Švédsko: Leif Holmqvist – Lars-Erik Sjöberg, Lars Bylund, Ulf Torstensson, Kjell Johansson – Håkan Wickberg, Nisse Nilsson, Tord Lundström – Hans Lindberg, Lars-Åke Sivertsson, Stig Johansson – Folke Bengtsson, Håkan Nygren, Björn Palmqvist – Larsson.
 Československo –  SSSR 0:3  (0:0, 0:1, 0:2)
30. prosince 1965 – Colorado Springs

Branky a nahrávky SSSR: 21:40 Vladimir Brežněv (Viktor Kuzkin), 43:12 Vjačeslav Staršinov, 55:21 Anatolij Firsov (Vladimir Brežněv).

Rozhodčí: Hal Trumble (USA), Reilly (USA)

Vyloučení: 5:5 (0:1) z toho Vjačeslav Staršinov na 10 minut.
ČSSR: Vladimír Dzurilla – Rudolf Potsch  (Jaromír Meixner), František Tikal, Jan Suchý, Jozef Čapla – Stanislav Prýl, Václav Nedomanský (v 1. tř. Rudolf Šindelář), Josef Černý – František Ševčík, Jozef Golonka, Jaroslav Jiřík – Jan Klapáč, Jaroslav Holík, Jiří Holík.			            
SSSR: Viktor Konovalenko – Vladimir Brežněv, Viktor Kuzkin, Igor Romiševskij, Alexandr Ragulin, Oleg Zajcev – Konstantin Loktěv, Alexandr Almetov, Venjamin Alexandrov – Boris Majorov, Vjačeslav Staršinov, Viktor Jakušev – Anatolij Ionov, Viktor Polupanov, Anatolij Firsov – Vladimir Vikulov.				   
 Československo –  Kanada 2:3  (1:1, 1:2, 0:0)
31. prosince 1965 – Colorado Springs	

Branky a nahrávky Československa: 5:49 Václav Nedomanský (Stanislav Prýl, František Tikal), 35:32 Josef Černý.

Branky a nahrávky Kanady: 0:25 Gary Dineen, 20:25 Gary Dineen (Gary Begg), 30:00 Fran Huck (Jack McLeod).

Rozhodčí: Hal Trumble (USA), Andy Gambucci (USA)

Vyloučení: 4:3 (2:1)
ČSSR: Vladimír Dzurilla – František Tikal, Jaromír Meixner, Jan Suchý, Ladislav Šmíd – Stanislav Prýl, Václav Nedomanský, Josef Černý – František Ševčík, Jozef Golonka, Jaroslav Jiřík – Jiří Dolana, Jaroslav Holík, Jiří Holík – Rudolf Šindelář, Josef Cvach.			          
Kanada: Ken Broderick – Terry O‘Malley, Gary Begg, Paul Conlin, Barry MacKenzie, George Faulkner – Jean Cusson, Marshall Johnson, Roger Bourbonnais – Jack McLeod, Al McLean, Fran Huck – Rick McCann, Ray Cadioux, Morris Mott – Gary Dineen.